# Batalha de Farsalos (1277)
A Batalha de Farsalos foi travada no final de 1277 na planície de Farsalos na Tessália entre um exército invasor bizantino liderado pelo grande estratopedarca João Sinadeno e o grande conostaulo Miguel Cabalário, e as forças de João I Ducas, governante da Tessália. Este foi a primeira campanha principal bizantina contra a Tessália após o fracasso da anterior expedição na batalha de Neopatras (datada entre 1273-1275). A batalha resultou em uma vitória esmagadora de João Ducas: Sinadeno foi capturado, enquanto Cabalário morreu pouco após devido a seus ferimentos.